# Sava Vuković
Pour les articles homonymes, voir Vuković.
Sava Vuković (en serbe cyrillique : Сава Вуковић ; né le 13 avril 1930 à Senta et mort le 17 juin 2001 à Belgrade), également connu sous les noms de Svetozar Vuković (nom de naissance) et de Sava (nom en religion), est un théologien, un historien et un évêque orthodoxe serbe. Il a notamment été évêque de l'éparchie de Šumadija ; il a également été membre correspondant de l'Académie serbe des sciences et des arts.

## Biographie

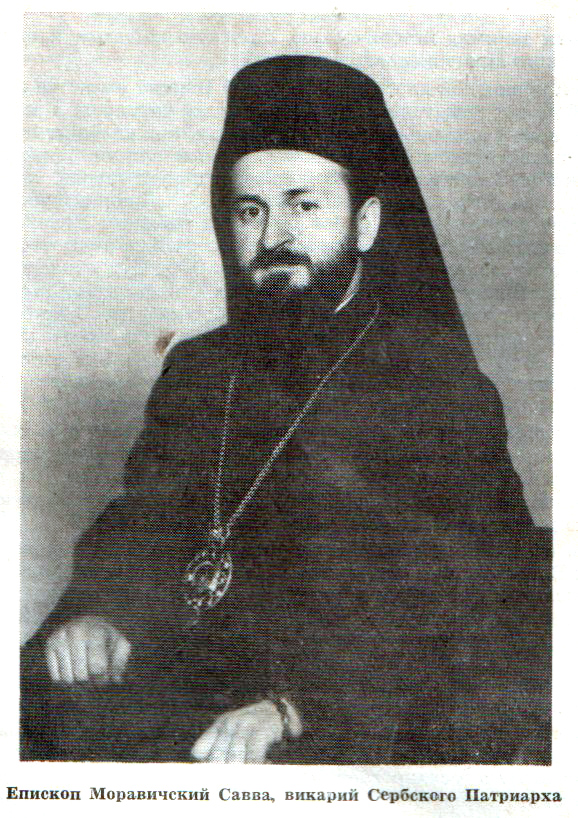
Sava Vuković, vicaire épiscopal de Moravica, 1966

Né à Senta dans l'actuelle province autonome de Voïvodine, Sava Vuković effectue ses études primaires et secondaires dans sa ville natale. En 1950, il étudie au séminaire orthodoxe du monastère de Rakovac puis à la Faculté de théologie orthodoxe de l'université de Belgrade dont il sort diplômé en 1954. Il suit les cours de l'université de Berne puis, en 1961, obtient un doctorat de la Faculté de théologie orthodoxe de Belgrade avec une thèse sur Le Typikon de l'archevêque Nicodème.
Le 3 décembre 1959, il devient moine au monastère de Senjak et, le 4 décembre, il y est ordonné hiérodiacre. Le 20 mai 1961, il est élu vicaire épiscopal de Moravica, fonction qu'il exerce jusqu'en 1967 ; parallèlement, de 1961 à 1967, il enseigne l'histoire de l'art à la Faculté de théologie orthodoxe de Belgrade.
De 1967 à 1977, Sava Vuković est évêque de l'éparchie d'Amérique de l'est et de l'éparchie du Canada et, à partir de 1977, évêque de l'éparchie de Šumadija. Entre 1980 et 1985, il a été notamment administrateur de l'éparchie du Banat, entre 1980 et 1996 administrateur de l'éparchie de Timișoara et, entre 1988 et 1990, administrateur de l'éparchie de Bačka.
En 1997, il a été élu membre correspondant de l'Académie serbe des sciences et des arts, dans la section d'histoire.
Mort en 2001, il est enterré dans la cathédrale de la Dormition-de-la-Mère-de-Dieu de Kragujevac.

## Quelques travaux et ouvrages
Les travaux de l'évêque Sava sont principalement centrés sur l'histoire de l'Église orthodoxe serbe.
- Istorija Srpske crkve u SAD i Kanadi od 1891-1941. godine (Histoire de l'Église serbe aux États-Unis et au Canada de 1891 à 1941).
- Srpski jerarsi dragocen su izvor za istoriju naše crkve (Les Évêques serbe, une source précieuse pour l'histoire de notre église).
- Les 100 Serbes les plus éminents, en collaboration.